# 三甲港
三甲港原名楊家洪，位於中華人民共和國上海市浦東新區川楊河東海入海口南岸區域，面積16平方公里。
三甲港地區附近原本有一個低窪水域，名為楊家洪，在宋朝時是濱海鹽場。明朝時長江口向南轉移，流入東海的江水使得楊家洪周圍的海水鹽分降低，楊家洪周圍的製鹽業開始衰落。清朝時，浦東的鹽場逐步撤銷。清朝在楊家洪周圍地區實行團甲制後，楊家洪區域隸屬於下沙鹽場八團第三甲，三甲名稱即由此而來，楊家洪也更名為三甲港。
1947年，三甲港開闢通往橫沙島的航線。1955年2月，長泰號渡輪在三甲港水域附近失事，船上53人全部遇難。此後三甲港的渡口被關閉。1980年，當局在川楊河入東海的入海口設立三甲港節制閘。
1995年12月28日，佔地約4平方公里的熱帶海宮在三甲港開工。1998年，海賓廣場建成，同年7月，華夏馮天興藏石館開館。1999年7月9日，海濱游泳場對外開放。此外浦東民俗館、森林公園、濱海跑馬場、射擊場、釣魚場、國際鄉村俱樂部也陸續在三甲港完工。截至2022年，三甲港海滨公园已经关闭。